# Нормы выбросов
Нормы выбросов ― это юридические требования, регулирующие и контролирующие количество выбросов загрязняющих веществ в атмосферу. Благодаря нормам выбросов устанавливаются пределы допустимого количества выбросов от различных загрязнителей воздуха в течение определённого периода времени. Как правило, такие нормы предназначены для достижения стандартов качества воздуха и улучшения качества человеческой жизни.
Большинство норм выбросов сосредоточены на регулировании количества загрязняющих веществ, выбрасываемых легковыми автомобилями и/или другими транспортными средствами.

## Для легковых автомобилей
Первые стандарты автомобильных выбросов были приняты в 1963 году в Соединённых Штатах по причине экологических проблем в Лос-Анджелесе. Три года спустя Япония ввела в действие свои стандарты выбросов. Далее (в период с 1970 по 1972 год) свои нормы по выбросам ввели Канада, Австралия и несколько европейских стран.
Ранние стандарты выбросов в основном касались угарного газа (CO) и углеводородов (HC). Нормы выбросов оксидов азота (NOx) были введены в США, Японии и Канаде в 1973 и 1974 годах, за этими странами последовала в 1976 году Швеция, а в 1977 году ― Европейское экономическое сообщество. Со временем эти стандарты постепенно становились всё более и более строгими, но они так и не стали унифицированными.
Существует три основных набора норм выбросов: американский, японский и европейский. Другие страны обычно используют их в качестве основы для создания своих стандартов. 
В XXI веке появились нормы, регулирующие выбросы парниковых газов, в частности, двуокиси углерода (CO2).
В США показатель выбросов измеряется в фунтах углекислого газа на мегаватт-час (lbs CO2/MWh).